# 奥津村 (岡山県)
奥津村（おくつそん）は、岡山県苫田郡にあった村。
現在の苫田郡鏡野町奥津、奥津川西、下斎原、長藤に当たる。

## 沿革
- 1889年6月1日 - 西西条郡奥津村、奥津川西村、下斎原村、長藤村が合併、奥津村となる。大字奥津川西に役場を置く。
- 1900年4月1日 - 西西条郡が西北条郡、東南条郡、東北条郡と合併し、苫田郡となる。
- 1959年4月1日 - 苫田郡苫田村、羽出村と合併、奥津町となる。

## 地名の読み方
- 奥津（おくつ）
- 奥津川西（おくつかわにし）
- 下斎原（しもさいばら）
- 長藤（ながとう）

## 郵便番号（現在）
- 708-0501 苫田郡鏡野町下斎原
- 708-0502 苫田郡鏡野町長藤
- 708-0503 苫田郡鏡野町奥津
- 708-0504 苫田郡鏡野町奥津川西